# Эрос (балет)
«Э́рос» — одноактный балет на музыку Серенады для струнного оркестра П. И. Чайковского, поставленный Михаилом Фокиным. За литературную основу балетмейстер взял сюжет сказки Валериана Светлова «Ангел из Фьезоле».
Премьера состоялась 28 ноября 1915 года на сцене Мариинского театра в качестве благотворительного спектакля, главные партии исполнили Матильда Кшесинская, Пётр Владимиров, Анатолий Вильтзак и Фелия Дубровская; оркестром дирижировал А. Асланов.

## Создатели спектакля
- М. М. Фокин — балетмейстер-постановщик
- М. П. Бобышов — художник-постановщик
- А. П. Асланов — дирижёр
- М. Ф. Кшесинская — Девушка
- П. Н. Владимиров — Эрос
- А. И. Вильтзак — Юноша
- Ф. Л. Дубровская — Ангел

После Октябрьской революции практически все создатели спектакля были вынуждены эмигрировать из России. Историк балета и драматург Валериан Светлов уехал в Париж в 1917 году вместе с женой, балериной Верой Трефиловой; тогда же покинула Петроград Матильда Кшесинская; Михаил Фокин с семьёй уехал в Стокгольм в 1919 году и вскоре обосновался в Нью-Йорке; супруги Фелия Дубровская и Пётр Владимиров в 1921—1929 годах выступали в составе «Русских балетов» Дягилева, в 1939 году переехали в Нью-Йорк; там же с 1923 года жил дирижёр Александр Асланов.

## Возобновления
Несмотря на все политические обстоятельства, балет «Эрос» неоднократно восстанавливался в советское время.
Сначала 23 апреля 1922 года, затем Фёдором Лопуховым на сцене Петроградского театра оперы и балета 25 ноября того же года:
- Постановщик — Ф. В. Лопухов
- Художник — М. П. Бобышов
- Дирижёр — В. А. Дранишников
- Девушка — Э. И. Вилль
- Юноша — В. Э. Томсон
- Эрос — М. А. Дудко
- Ангел — О. М. Яковлева

26 марта 1959 года спектакль в 1 акте и 3 картинах был поставлен в Ленинградском Малом театре в редакции К. Ф. Боярского (как пишет историк балета Е. Я. Суриц: «Малегот — хореография Фокина в переделке К. Боярского») — видимо, спектакль был значительно изменён.
- Постановщик — К. Ф. Боярский
- Художник — М. П. Бобышов
- Дирижёр — С. А. Прохоров
- Девушка — В. М. Станкевич
- Юноша — В. С. Зимин
- Эрос — А. С. Хамзин